# Феминизам у Русији
 
Феминизам у Русији настао је 18. века, под утицајем западноевропског просветитељства и углавном је био ограничен на аристократију. Историјски гледано, први задаци предреволуционарног женског покрета били су да женама омогући приступ плаћеном послу и образовању Током читавог 19. века, идеја феминизма је остала уско везана за револуционарну политику и друштвене реформе. Касније је у први план избио циљ остваривања права гласа жена. Овај циљ је постигнут, после Фебруарске револуције, у лето 1917. године, када је, под притиском женског покрета, Привремена влада Рускињама доделила пуно право гласа  и општу равноправност жена у друштву. Током овог периода свест о феминизаму варирала је у зависности од демографије и економског статуса. 
После Октобарске револуције, бољшевици су сарађивали са женским покретом и спроводили реформе које су феминисткиње припремале и промовисале деценијама. Истовремено, совјетске власти нису одобравале постојање независног женског покрета, сматрајући га буржоаским. Спроведен је пројекат еманципације, усмерен на политичку и економску мобилизацију жена у интересу државе. Многи проблеми жена нису могли бити решени у исто време, а управо су се ти проблеми појавили на дневном реду новог феминистичког покрета који се појавио касних 1970-их у дисидентским круговима
Након пада Совјетског Савеза 1991. године, међу интелигенцијом су се појавили феминистички кругови, иако тај термин и даље носи негативне конотације међу савременим Русима. У 21. веку, неке руски феминисти, као што је панк-рок бенд Pussy Riot, поново су се придружили антивладиним покретима, као у демонстрацијама 2012. против председника Владимира Путина, које су довеле до тога да је адвокат Руске православне цркве назвао феминизам „смртним грехом“. 

## Порекло

### 18. век
Руски феминизам је настао у 18. веку, под утицајем западноевропског просветитељства и истакнуте улоге жене као симбола демократије и слободе у Француској револуцији .  Значајне руске интелектуалне личности следећег, 19. века, попут Александра Пушкина и Александра Херцена, позитивно су писали о повећању моћи и независности жена у њиховом друштву и подржавали су растућу бригу за родну равноправност. У свом утицајном роману Шта да се ради?, писац Николај Чернишевски отворио је нове феминистичке идеје у јунакињи романа, Вери Павловној, која сања о будућем утопијском друштву са савршеном једнакошћу полова. 
У аристократском руском друштву, веће слободе дозвољене женама довеле су до успона моћне, друштвено повезане жене, укључујући особе као што су Катарина Велика, Марија Наришкина и грофица Марија Разумовска. Жене су такође почеле да се такмиче са мушкарцима у књижевној сфери, а популарност руских женских писаца, песникиња и мемоаристкиња расте. 

### 19. век
Попуштање ограничења женског образовања и личне слободе које је донео Петар Велики 18. века створио је нову класу образованих жена, као што је принцеза Наталија Шереметева, чије су Белешке из 1767. биле прва аутобиографија жене у Русији.  У 19. веку, Шереметева је била једна од „децембриста“ (учесника у Децембарској револуцији). Мушки децембристи су били група аристократских револуционара који су 1825. осуђени за заверу за свргавање цара Николаја I и многи од њих били су осуђени на рад у логорима у Сибиру . Иако су жене, сестре и мајке децембриста делиле исте либерално - демократске политичке ставове као и њихови мушки рођаци, онe нису оптужени за издају зато што су билe жене; међутим, 11 од њих, укључујући Шереметеву и принцезу Марију Волконску, ипак су одлучиле да прате своје мужеве, браћу и синове у радне логоре. Иако су у популарној култури биле приказане као хероји, децембристкиње су инсистирале да једноставно обављају своју дужност према породици. Док су биле у Сибиру, неке од њих су се бринуле не само за своје рођаке, већ и за остале затворенике. Такође су основале важне институције као што су библиотеке и клинике, као и организовање предавања и концерата.  Женски покрет у Русији почео је да се формира средином 1850-их у контексту друштвено-економске и политичке кризе и општег демократског успона који га је пратио. У првим деценијама свог развоја, руски женски покрет се бавио добротворним, културним и просветним, као и друштвеним радом
У историјском писању тог времена, скромна приврженост децембаристкиња била је у супротности са интригама и хедонизмом аристократкиња 18. века, попут Катарине Велике, чији су ексцеси виђени као опасност од сувише изненадног ослобођења за жене.  Иако нису експлицитно заступале феминистичку агенду, децемабристкиње су коришћене као пример од стране каснијих генерација руских феминисткиња, чија је брига за родну равноправност такође била везана за револуционарне политичке агенде. 
Крајем 19. века, друге аристократске жене почеле су да се окрећу од рафинираног друштвеног живота и фокусирале су се на феминистичке реформе. Међу њима је била и Ана Павловна Философова, жена из аристократске московске породице, удата за високог бирократу, која је своју енергију посветила разним друштвима и пројектима у корист сиромашних и сиромашних у руском друштву, укључујући жене. Заједно са Маријом Трубниковом, Надеждом Стасовом и Евгенијом Конради, лобирала је код цара да створи и финансира курсеве високог образовања за жене. Такође је била оснивачки члан Руског женског заједничког филантропског друштва и одговорна је за помоћ у организацији Конгреса свих жена 1908. 
Крајем века, неке од најчитанијих руских књижевних личности су се у својим делима фокусирали на феминистичке мотиве. У својим каснијим годинама, Лав Толстој се залагао против традиционалне институције брака, упоређујући је са присилном проституцијом и ропством то је тема коју је дотакао у свом роману Ана Карењина .  У својим драмама и кратким причама, Антон Чехов је приказивао различите активне женске протагонисткиње, од глумица до гувернанта, које су жртвовале друштвено поштовање и богатство зарад финансијске и личне независности; упркос овој жртви, ове жене су међу ретким чеховским ликовима који су заиста задовољне својим животом. 

## Револуција и совјетско доба

### Пре револуције
Крајем 19. и почетком 20. века, фокус руског феминизма се померио са аристократије на сељаке и радничку класу . Прожете социјалистичком идеологијом, младе жене су почеле да организују искључиво женске синдикате међу радницама у фабрици, које су мушкарци социјалисти често игнорисали или маргинализовали. 
Између 1907. и 1917. године, Лига за једнака права жена била је најважнија феминистичка организација у Русији. Попут Руског женског узајамног филантропског друштва, оно је било фокусирано на образовање и социјалну заштиту, али се такође залагало за једнака права за жене, укључујући право гласа, једнако наслеђе и укидање ограничења пасоша. Револуција 1917. године, делимично катализована демонстрацијама радница, изазвала је пораст чланства у организацији. Исте године, због континуираног лобирања друштва, Русија је постала прва велика светска сила која је женама дала право гласа. 

### Феминизам у совјетском друштву
Владимир Лењин, који је довео бољшевике на власт у Октобарској револуцији, препознао је важност равноправности жена у Совјетском Савезу (СССР) који су они успоставили. „Да би се извршила еманципација [жене] и учинила је једнаком мушкарцу“, написао је он 1919., две године након револуције, пратећи марксистичке теорије које су биле у основи совјетског комунизма, „неопходно је да буду социјализоване и да жене учествују у заједничком животу и продуктивном раду. Тада ће жена бити једнака мушкарцу“  .
У пракси, Рускиње су виделе огроман напредак у својим правима у комунизму. Женама је дато право гласа . Абортус је легализован 1920. године, чиме је Совјетски Савез постао прва земља која је то учинила; међутим, поново је забрањен између 1936. и 1955. године. Године 1922. силовање у браку је забрањено у Совјетском Савезу. Великодушно породиљско одсуство је било законски обавезно, а успостављена је и национална мрежа центара за бригу о деци. Први устав земље признао је једнака права жена. 
Иако је преовлађујућа совјетска идеологија наглашавала потпуну родну равноправност, а многе совјетске жене су имале послове и имале су дипломе, оне нису учествовале у кључним политичким улогама и институцијама.   Изнад средњих нивоа, политички и економски лидери су били претежно мушкарци. Док је пропаганда тврдила да је више жена седело у Врховном совјету него у законодавним телима већине демократских земаља заједно, само две жене, Јекатерина Фурцева и (у последњој години њеног постојања) Галина Семјонова, су икада биле чланице партијског Политбироа, вероватно најважнија компонента државне владе.
До 1970-их, док је ослобођење жена било главни термин у америчком јавном дискурсу, у Совјетском Савезу није постојао никакав упоредив покрет, упркос родној неједнакости прихода и стопи додатног рада у домаћинству већој од оне коју имају Американке.    Постојали су и двоструки стандарди у друштвеним нормама и очекивањима. „Мушкарац може да пије, чак и да буде немаран према свом послу, и то се генерално опрашта“, написао је Хедрик Смит, бивши руски дописник „Њујорк тајмса“, али „ако жена ради исте ствари, она је критикована због лакомисленог приступа свом браку и послу."  У отвореном писму руководству земље непосредно пре него што је избачен из ње 1974. године, писац дисидент Александар Солжењицин је говорио о наводном тешком бремену стављеном на жене да обављају ружан посао у совјетском друштву: „Како не осећате стид и саосећање при погледу на наше жене које гурају тешка колица натоварена камењем за поплочавање улица?" 
Смит је написао да су се многе жене са којима је разговарао жалиле да је њихова еманципација у ствари била експлоатација, пошто су их економске околности практично приморале да раде док су код куће задржале своје кућне обавезе, а често су биле и уморне; и да за разлику од западних жена, совјетске жене редовно виде своју идеју ослобођења као мање да раде и имају више могућности да остану код куће.  Испричао је популарну шалу:
"У капитализму, жене нису слободне јер немају прилику да раде. Оне морају да остану код куће, иду у куповину, кувају, одржавају домаћинство и чувајју децу. Али у социјализму, жене су слободне. Оне имају прилику да раде цео дан и онда иду кући, у куповину, одржавају домаћинство и чувају децу."
Поред тога, како је написала совјетска феминисткиња Екатерина Александрова у свом чланку „Зашто совјетске жене желе да се удају“.
"Совјетске жене имају улогу у многим пословима, а многе од њих су високо образоване, имају професију и независне су од мушкараца. А још увек, у овом друштву, међу овим женама буја патријархално друштво и његова психологија."
Сексистички ставови су и даље преовладавали у совјетском друштву.  Мушкарци у руководству често нису озбиљно схватали жене или њихове идеје, и искључивали су их из многих дискусија. Насиље у породици и сексуално узнемиравање су и даље постојали, иако у много мањој мери него на Западу. Ипак, тадашње социолошке студије су откриле да совјетске жене не виде своју неједнакост као проблем.  

## Гласност и постсовјетска Русија
Средином 1980-их Михаил Горбачов је увео гласност, омогућавајући већу слободу говора и организације него икада раније у СССР-у. Ова отвореност је изазвала налет у политичком деловању жена, академским истраживањима и уметничким и пословним подухватима.  Поред тога, жене су биле свесне да ће нова влада понудити мало помоћи у њиховим економским и социјалним борбама. Грађани Совјетског Савеза могли су да подносе жалбе и добију обештећење преко Комунистичке партије, али постсовјетска влада није развила системе државног регреса. Жене су почеле да формирају сопствене мреже дељења ресурса и емоционалне подршке, које су се понекад развиле у локалне организације .
Током гласности и након пада Совјетског Савеза, феминистички кругови су почели да се појављују међу женама интелигенције у великим културним центрима попут Москве и Санкт Петербурга .  Током 1990-их, Рускиње су оклевале да користе израз „феминисткиња“ да опишу себе, јер су веровале да има негативне конотације кроз руску историју, а посебно после Револуције, када је изједначен са женом „пролетаријата“. која брине само за своју каријеру, а не за породицу.  Руски женски активизам 1990-их није био експлицитно феминистички ; жене су покушавале да побољшају своје финансијске и социјалне услове на било који практичан начин. Из ове борбе произашле су женске заједнице које су оснажиле многе жене да се афирмишу у потрази за послом, равноправним третманом и политичким гласом.
Политичка и економска трансформација у постсовјетској Русији изазвала је дубок економски пад 1990-их и посебне финансијске борбе за жене. Иако су многи имали послове, од жена се такође очекивало да буду домаћице. Совјетске запослене жене често су добијале велике бенефиције при запошљавању, као што су дуга одсуства за негу деце, што је гурнуло жене у улогу домаћице. Током 1990-их, рад у кући је постајао све захтјевнији јер је набавка робе постајала све дуготрајнија у реструктурираној привреди. Женске бенефиције су их такође учиниле мање привлачним запосленима, а током приватизације многе компаније су отпуштале жене. Док је 1980-их година 90% жена било на тржишту рада, до 1991. жене су чиниле 70–80% незапослених Руса. Они послови који су били доступни женама током 1990-их су често били у секторима са ниским платама, а многи описи послова наводе да се пријављују само младе, привлачне жене. Запослене жене често примају знатно мање плате од мушкараца који раде исти посао. 

## 21. век
Долазак Владимира Путина на власт 1999. године пратио је неочекивани преокрет по питању жена. Истраживач Андреа Чендлер је прегледала реформе социјалне политике усвојене под владавином  Владимира Путина. Иако су ове реформе првенствено усмерене на жене, чини се да су их незнатно занемарили стручњаци за родна питања. Међутим, Чендлер примећује да анализа „социјалне политике у Русији открива пропусност политичког дискурса на сложене и конфликтне поруке о родној равноправности”. Чендлер показује да економске политике, као што је пензиона реформа, теже да прикажу жене као „актере на тржишту рада“, док дискурс о породичним бенефицијама додељује мајкама. У том погледу, изгледа да се мало тога променило од 1990-их. Жеље Владимира Путина за Међународни дан жена 2019. одражавају следеће закључке:
„Успех је у природи наших жена. Имате времена за све: и на послу и код куће - и останите лепе, светле, шармантне, центар привлачности за целу породицу, уједините је својом љубављу, у стању да инспиришете и подржавате, загрејете и утешите.
Добили сте прилику да прођете цео пут стварања новог живота – рођења детета. Ова велика срећа мајчинства, подизање деце увек преображава свет, испуњава га добротом, нежом и милосрђем, афирмише оне традиционалне вредности које су увек биле јаке у Русији. "
Оснаживање кроз рад је још увек у моди, жене се не подстичу да остану код куће (иако је питање плаћања кућних послова покренуто и још увек је тема дискусије у феминистичким организацијама), али дискурси и друштвене акције развијене под Владимиром Путином одражавају „есенцијалистичку” визију улоге жене. Акценат је на „женским“ квалитетима, а Владимир Путин редовно потврђује да је Русија гарант традиционалних вредности и да не подржава западне феминистичке идеје  . Влада истиче важност плодности за величину Русије. Ови наталистички говори утврдили су пут групама против абортуса које, како истиче Чендлер, дају приоритет правима нерођеног детета над правима жена. Последњих година, било је више покушаја да се смањи или чак забрани приступ абортусу.
Постоји велики број декларација које промовишу родну равноправност, посебно у економској сфери, док жене остају нераскидиво повезане са мајчинством и традиционалним родним улогама у државном и институционалном контексту
Године 2003, 43 процената локалних администратора у Санкт Петербургу су биле жене. 
Године 2012, феминистичка панк рок група Pussy Riot извела је рекламне трикове како би показала своје противљење Владимиру Путину и суочила се са критикама Руске православне цркве и Путинове администрације.   Три члана групе су ухапшена у марту 2012. након што су извели „панк-молитву“ против Путина у Саборном храму Христа Спаситеља у Москви. Током суђења за хулиганизам, говориле су да су феминисткиње и навеле да то није неспојиво са руским православљем. Међутим, Лариса Павлова, адвокатица Цркве, инсистирала је да ово гледиште „не одговара стварности“ и назвала феминизам „смртним грехом“. 
2022. године, Феминистички антиратни отпор покренуо се манифестом против руске инвазије на Украјину  и организовањем симболичног полагања цвећа на совјетске ратне споменике на Међународни дан жена .